# Dia Love
Dia Love（ディア・ラブ）は、2011年1月26日に発売されたpredia（当時の表記はpre-dia）通算1枚目（インディーズ）のシングル。

## 解説
2010年11月23日、東京・六本木の「morph-tokyo」で行われた『ぱすぽ☆（後に「PASSPO☆」と改名）〜1周年記念フライトしちゃっていいんでSKY?〜』で初お披露目されたpre-diaのファーストシングル。発売翌週の2011年2月2日からは着うた・着うたフル配信も行われた。
表題曲「Dia Love」及びカップリングの「DIAMOND HIGH HEELS」とも、森永真由美により作詞、Another Infinity（Ryu☆&Starving Trancer）により作曲されたものである。作詞を手がけた森永にとっては、自曲以外で作詞を担当するのはこれが3度目で、ガールズグループへの曲提供は本ユニットが初めてであった。結成時のメンバーは青山玲子、和泉テルミ、馬越幸子、岡村明奈、桐川りさ、沢口けいこ、竹田愛、平田明海、松本ルナ、水野まい、湊あかね、村上麻莉奈、村上瑠美奈の13人で、この編成では唯一のシングルである。レコーディングは青山が「トリンプ・イメージガール」の任期を終えた直後の2010年10月下旬に行われた。グループが結成された当時を村上瑠美奈は「メンバーみんなが“やればできる子”だと思っていたのに、実際レッスンしてみたら初歩的な（ダンスの）ステップも踏めない子ばかりで戸惑った」と「ナタリー」のインタビューで語っている。
この頃、沢口けいこは東京オートサロンのイメージガールユニット「A-class」のメンバーに2年連続で選ばれ、同年2月の福岡カスタムカーショーにも出演。また村上麻莉奈は自身2作目となるソロイメージDVD『沖縄まりな〜ず!』を同年1月22日にリリースしていた。

## 収録曲
| #         | タイトル                             | 作詞            | 作曲                                     | 編曲             | 時間  |
| --------- | ------------------------------------ | --------------- | ---------------------------------------- | ---------------- | ----- |
| 1.        | 「Dia Love」                         | Mayumi Morinaga | Another Infinity（Ryu☆Starving Trancer） | Another Infinity | 4:40  |
| 2.        | 「DIAMOND HIGH HEELS」               | Mayumi Morinaga | Another Infinity（Ryu☆Starving Trancer） | Another Infinity | 4:14  |
| 3.        | 「Dia Love」(Instrumental)           |                 | Another Infinity（Ryu☆Starving Trancer） | Another Infinity | 4:40  |
| 4.        | 「DIAMOND HIGH HEELS」(Instrumental) |                 | Another Infinity（Ryu☆Starving Trancer） | Another Infinity | 4:14  |
| 合計時間: | 合計時間:                            | 合計時間:       | 合計時間:                                | 合計時間:        | 17:48 |

## Dia Love -10th Anniversary Ver.-
2021年1月27日発売のアルバム『10ct』（テンカラット）に、本曲を現行メンバーで再録・リアレンジした『Dia Love -10th Anniversary Ver.-』が収められている。アレンジは阿久津健太郎が担当。天野恵がヴァイオリンで演奏参加している。ライブ・パフォーマンスでは2020年11月28日の『predia 10th Anniversary LIVE〜AS ONE〜』（於：TSUTAYA O-EAST）で初披露された。